# Komorbidität
Eine Komorbidität (gelegentlich auch Co-Morbidität) ist ein weiteres, diagnostisch abgrenzbares Krankheitsbild oder Syndrom, das zusätzlich zu einer Grunderkrankung (Indexerkrankung) vorliegt. Übersetzt bedeutet der Begriff Begleiterkrankung, die englische Bezeichnung lautet comorbidity.
Es kann sich dabei um ein, mehrere oder beliebig viele hinzukommende Störungsbilder handeln. Daher wird auch von Doppel- oder Mehrfachdiagnose gesprochen. Sind bei einem Patienten sehr viele zusätzliche Diagnosen vorhanden, bezeichnet man dies als Multimorbidität. Komorbiditäten können, müssen aber nicht – im Sinne einer Folgeerkrankung – ursächlich mit der Grunderkrankung zusammenhängen. Beispiele für Komorbidität wären z. B. ein Patient mit einem Morbus Alzheimer, der zusätzlich Gichtbeschwerden hat, oder wenn Prostatakrebs gleichzeitig mit einem Diabetes mellitus auftritt.

## Diagnostik
Chronische Schmerzen bei Patienten im Krankenhaus treten mit zunehmendem Alter gehäuft auf. So können bei 40 % der Patienten mit einem Kolonkarzinom fünf oder mehr Begleiterkrankungen diagnostiziert werden.
Eine besondere Schwierigkeit bei der Bestimmung von Komorbiditäten besteht in der Frage, welche zusätzlichen Befunde als Symptome gewertet und welcher Krankheit beziehungsweise welchen Krankheiten diese gegebenenfalls zugeordnet werden.

### In der Psychiatrie
Vor allem im Bereich der psychischen Störungen nach DSM-5 kommen Mehrfachdiagnosen oft vor. Es gibt in bestimmten Bereichen relativ hohe Komorbiditäten. Zudem zeigt sich, dass bei einem problematischen Substanzgebrauch (bzw. Abhängigkeitserkrankungen) gehäuft eine Depression, Angst- und Panikstörung sowie eine Dysthymie nachgewiesen werden kann. Auch hier gilt wieder, dass damit keine Aussage getroffen wird, ob und wie welche Störung für das Auftreten der anderen verantwortlich zu machen ist. Das gleichzeitige Vorkommen von körperlichen und psychischen Erkrankungen führt zu schlechteren Behandlungsergebnissen, verschlechtert die Prognose der jeweils einzelnen Erkrankungen und beeinflusst die Lebensqualität insgesamt erheblich.

### Zuordnungsproblem
Die Grunderkrankungen und ihre Komorbiditäten können sich zu unterschiedlichen Zeitpunkten entwickeln. Die Reihenfolge der Erkrankungen wird in unterschiedlichen Hypothesen beschrieben. Dabei wird die Grunderkrankung als diejenige Erkrankung angesehen, die im Fokus der aktuellen Behandlung steht. Alle weiteren Erkrankungen werden als Komorbiditäten betrachtet. Dies soll im Folgenden an der Grunderkrankung chronischer Rückenschmerz und der Komorbidität Depression betrachtet werden:
- Die Antecedent-Hypothese geht davon aus, dass sich zuerst die Depression und später der chronische Rückenschmerz entwickelt hat.
- Im Rahmen der Consequence-Hypothese wird davon ausgegangen, dass die Depression erst nach dem chronischen Rückenschmerz aufgetreten ist.
- Der Scar-Hypothese liegt das Vulnerabilitäts-Stress-Modell zugrunde. Das Auftreten der komorbiden Depression wird auf eine frühere, vor dem chronischen Rückenschmerz aufgetretene depressive Episode zurückgeführt, die für eine erhöhte Wahrscheinlichkeit für eine erneute depressive Episode verantwortlich ist.

## Therapie
Entscheidend ist, dass bei der Behandlung einer Erkrankung das Vorliegen anderer Erkrankungen mit berücksichtigt wird, da diese den Behandlungserfolg bzw. das Gesamtüberleben entscheidend beeinflussen können und in erster Linie das Gesamtwohl des Patienten im Vordergrund steht. Anzahl und Schwere von körperlichen Vorerkrankungen beziehungsweise Komorbiditäten können wesentlich die Prognose einer akut aufgetretenen weiteren Erkrankung beeinflussen. Daher wurde versucht, Anzahl und Ausmaß der Komorbiditäten zu quantifizieren. Dies geschieht u. a. mit Hilfe des Charlson-Komorbiditätsindex. Dabei werden verschiedene überwiegend chronische Erkrankungen durch ein Punktesystem bewertet. Das Ergebnis kann dann für die Bestimmung der Prognose eines individuellen Patienten herangezogen werden.
Im Rahmen der COVID-19-Pandemie wird dieses Vorgehen neben dem Lebensalter als ein wesentlicher Faktor für die Bestimmung der Überlebenswahrscheinlichkeit von Patienten mit COVID-19 genutzt (4C Mortality Score).